# 레이먼드 베일리

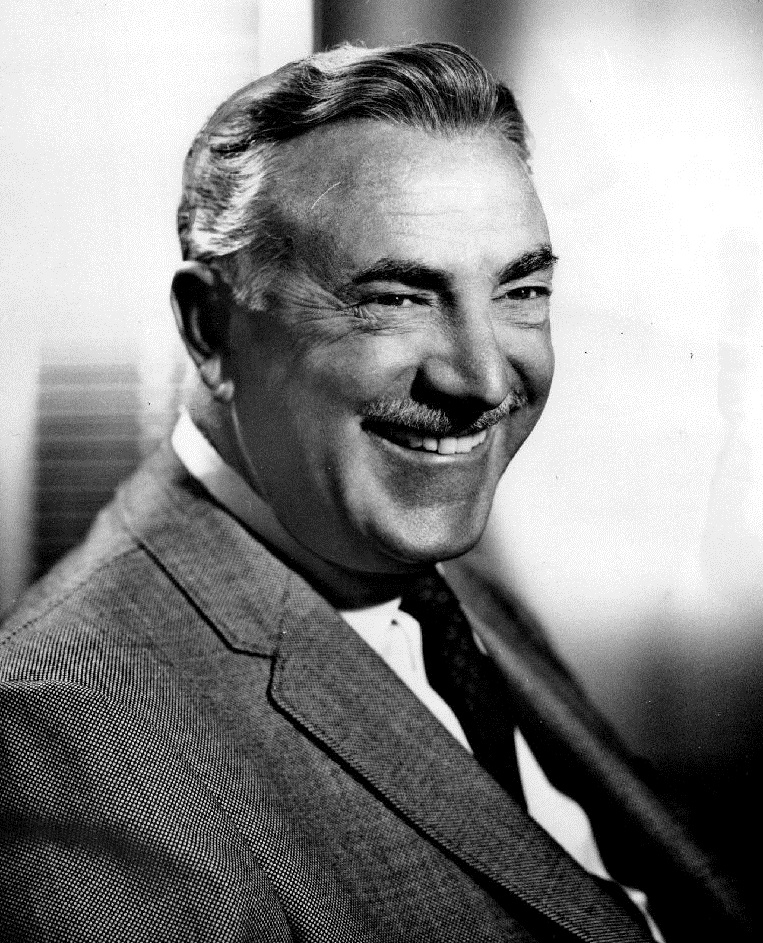

레이먼드 베일리(영어: Raymond Bailey, 1904년 5월 6일 ~ 1980년 4월 15일)는 미국의 배우이다.
샌프란시스코에서 태어났으며 어바인에서 사망하였다. 사인은 심근 경색이다.

## 출연 작품
- 세계에서 가장 힘센 남자 (1975년)
- 허비 - 돌아오다 (1974년)
- 풍선기구의 5주 (1962년)
- 미스터 에드 (1961년)
- 건망증 선생님 (1961년)
- 폴 뉴먼의 고독한 관계 (1960년)
- 추격 (1959년)
- 라인업 (1958년)
- 열정의 무대 (1958년)
- 나는 살고 싶다 (1958년)
- 현기증 (1958년)
- 서부의 파라딘 (1957년)
- 놀랍도록 줄어든 사나이 (1957년)
- 검은 태양은 밝아온다 (1957년)
- 걸 인 더 레드 벨벳 스윙 (1955년)
- 타란툴라 (1955년)
- 피크닉 (1955년)
- 그린 호넷 (1940년)
- 우먼 닥터 (1939년)
- 포효하는 20년대 (1939년)

### 텔레비전
- 딜론 보안관 (1955-58)
- 디즈니랜드 (1958-61) - 아널드 빅스비 역
- 선셋 77번가 (1959-60)
- 페리 메이슨 (1959-61)
- 보난자 (1959-62)
- 비버리 힐빌리즈 (1962-71)